# Афарар
Афарар — популярное лезгинское национальное блюдо из очень тонко раскатанного теста с определённой начинкой. Является одним из излюбленных блюд лезгин. Во многом схож с чуду и осетинскими пирогами.

## Рецепт и виды
Афары бывают с разными начинками. Традиционно афары изготавливаются из трав (известно более 50 видов таких трав), растущих на территории исторического проживания лезгин, в горной и предгорной местности. Афар можно начинить самыми разными травами — от свекольной ботвы до крапивы.
Уступают по популярности афарам из трав тыквенные афары, видимо, по причине малого количества плантационных земель в горах, где можно было бы выращивать овощи в больших количествах. Напротив, травы в горах много. Также афары изготавливаются из редьки. Однако из всех овощных видов афаров наиболее распространены картофельные. Огромной популярностью среди лезгин пользуются афары из мяса. Причины повсеместности мясных афаров просты — животноводство у горцев было распространено лучше земледелия, и мяса в хозяйстве всегда было в избытке. Традиционно мясные афары изготавливаются из баранины или говядины. Домашняя птица у горцев распространена куда меньше скотины, а разведение и употребление в пищу свинины для лезгин, исповедующих ислам суннитского толка, по религиозным мотивам является запретным.
Общий принцип изготовления афаров одинаков, отличается лишь способ обработки и подготовки начинки до начинения ею афара. Если это афар из крапивы, берётся промытая и просушенная крапива, и в размельченном виде кладётся в заготовку афара из теста.
Начинка из тыквы, редьки, либо картофеля изготавливается методом пропускания через тёрку. Если афар начиняется мясом, то обычно берётся баранина, либо говядина, очень редко птичье мясо. Само мясо рубится на мелкие куски. Практически любой афар приправляется солью, луком и чёрным молотым перцем. Масло традиционно используется животное: топлёный говяжий либо бараний жир. После приготовления афар подаётся на большой тарелке, а верхняя поверхность блюда смазывается сливочным маслом для мягкости вкуса. Употреблять афар необходимо в горячем или тёплом виде.

## Этимология
Дериватологический разбор слова «афар» не даёт точного ответа на вопрос о значении этого слова. Однако наиболее вероятным и близким по значению толкованием слова может быть плюрализованная лексема «фуар» (рус. хлеба). Вероятно, что ввиду типового родства (мучные) и назвали это блюдо.

## Разновидности афаров
- С травой
- С тыквой
- С редькой
- С картофелем
- С мясом
- С капустой
- С творогом